# NGC 897
NGC 897 is een spiraalvormig sterrenstelsel in het sterrenbeeld Oven. Het hemelobject werd op 19 oktober 1835 ontdekt door de Britse astronoom John Herschel.

## Synoniemen
- PGC 8944
- ESO 355-7
- MCG -6-6-3
- AM 0218-335